# Ziano Piacentino
Ziano Piacentino – miejscowość i gmina we Włoszech, w regionie Emilia-Romania, w prowincji Piacenza.
Według danych na rok 2004 gminę zamieszkiwało 2639 osób, tj. 82,5 os./km².